# Ceroys heymonsi
Ceroys heymonsi är en insektsart som först beskrevs av Salvador de Toledo Piza Júnior 1936.  Ceroys heymonsi ingår i släktet Ceroys och familjen Heteronemiidae. Inga underarter finns listade i Catalogue of Life.